# Comuna de Bielany
Bielany (polaco: Gmina Bielany) é uma gminy (comuna) na Polónia, na voivodia de Mazóvia e no condado de Sokołowski. A sede do condado é a cidade de 1999.
De acordo com os censos de 2004, a comuna tem 3919 habitantes, com uma densidade 35,8 hab/km².

## Área
Estende-se por uma área de 109,6 km², incluindo:
- área agricola: 78%
- área florestal: 17%

## Demografia
Dados de 30 de Junho 2004:
|                      | Total   | Total | Mulheres | Mulheres | Homens  | Homens |
| -------------------- | ------- | ----- | -------- | -------- | ------- | ------ |
|                      | pessoas | %     | pessoas  | %        | pessoas | %      |
| População            | 3919    | 100   | 1927     | 49,2     | 1992    | 50,8   |
| Densidade (pop./km²) | 35,8    | 100   | 17,6     | 17,6     | 18,2    | 18,2   |

De acordo com dados de 2002, o rendimento médio per capita ascendia a 1263,81 zł.

## Subdivisões
- Bielany-Jarosławy, Bielany-Wąsy, Bielany-Żylaki, Błonie Duże, Błonie Małe, Brodacze, Dmochy-Rętki, Dmochy-Rogale, Korabie, Kowiesy, Kożuchów, Kożuchówek, Księżopole-Budki, Księżopole-Komory, Kudelczyn, Paczuski, Patrykozy, Patrykozy-Kolonia, Rozbity Kamień, Ruciany, Ruda-Kolonia, Sikory, Trebień, Wańtuchy, Wiechetki Duże, Wiechetki Małe, Wojewódki Dolne, Wojewódki Górne, Wyszomierz.

## Comunas vizinhas
- Liw, Mokobody, Paprotnia, Repki, Sokołów Podlaski, Suchożebry,